# Suicide d'Avril Mabchour
Le suicide d'Avril Mabchour, aussi connue sous les prénoms Fouad ou Luna, est le suicide d'une lycéenne française scolarisée à Lille (Nord), commis le 15 décembre 2020 à Lambersart. Femme trans, elle se suicide quelques jours après avoir été exclue d'un cours et réprimandée par la direction de son lycée pour le port d'une jupe. Cet évènement provoque un scandale national et met en lumière la situation précaire des élèves trans.
Contrainte par l'événement de la jupe à effectuer son coming out, Avril Mabchour a fait face à un établissement qui a persisté à refuser sa transition et à la considérer comme une femme.
Le lendemain du drame, une vidéo montrant une CPE criant sur Avril en lui reprochant le port de sa jupe est massivement partagée sur les réseaux sociaux. Elle suscite l'indignation des associations et personnalités politiques de gauche, jusqu'aux membres du gouvernement. La responsabilité de l'équipe pédagogique dans le suicide est remise en cause. En réaction, le rectorat défend l'établissement et les « mots justes » de la CPE et remet la faute du suicide sur le parcours de transition d'Avril. Il présente dans son communiqué Avril comme un homme, un mégenrage qui renforce la polémique.
Des syndicats professionnels et lycéens dénoncent « l'inaction » et la responsabilité du ministère de l'Éducation, qui n'a jamais fourni ni procédure pour permettre une transition des élèves ni formation du personnel et a ignoré la question malgré les demandes des travailleurs. Le personnel de l'établissement ne savait pas comment gérer le cas d'Avril et avait pour seule consigne le respect de la « tenue républicaine » demandée par Jean-Michel Blanquer. Cette absence de formation est reconnue dans un second temps par le rectorat.
Durant la semaine qui suit, plusieurs rassemblements organisés à travers le pays et les camarades d'Avril, qui sont une centaine à se réunir dès le lendemain devant le lycée, participent à la couverture médiatique de l'événement.
Le scandale du suicide d'Avril Mabchour conclut une séquence de l'actualité (suicide de Doona, télédocumentaire Petite Fille) qui a mis en avant les conditions difficiles et les suicides des personnes trans dans l'éducation et le supérieur. Cette séquence pousse le ministère à publier une circulaire pour permettre un cadrage national des transitions d'élèves (dite « circulaire Blanquer »), qui est toutefois critiqué par les associations.

## Faits

### Situation personnelle d'Avril
Avril Mabchour naît le 17 janvier 2003 à Lille, dans le département du Nord. Elle est en classe de terminale au lycée Fénélon à Lille. Elle est active sur le réseau social, où elle diffusait de nombreuses chorégraphies.
À sa mort, elle utilisait à la fois son prénom de naissance masculin (« Fouad ») et le prénom d'Avril. Son assistante familiale la prénommait Avril — de même que ceux qui la suivaient dans son parcours de transition — et elle explique à la presse locale que « depuis des mois, elle me parlait d'Avril. Juste avant son décès, elle m'a parlé d'un autre prénom, Luna. » Toutefois, elle utilise encore son prénom de naissance au lycée et avec ses amis avant d'en choisir un définitivement,. Elle est après sa mort régulièrement désignée par les trois prénoms.
Prise en charge par l'aide sociale à l'enfance (ASE), Avril Mabchour est élevée pendant seize ans par une assistante familiale, domiciliée sur la Côte d'Opale. Elle lui fait son coming-out trans en mai 2020. Son assistante familiale l'accepte et l'accompagne dans sa transition. Sa mère refuse elle sa transition. Avril débute tout de même une transition médicale et administrative.
Souhaitant vivre davantage en autonomie et à proximité des spécialistes nécessaires à sa transition, Avril emménage à la rentrée 2020 dans un foyer d'accueil situé à Lambersart, à proximité de Lille. Sa mère ne lui permet alors plus de rendre visite à son assistante familiale. Au lycée, qu'elle intègre à la fin du mois de septembre, elle se présente avec des barrettes ou du maquillage,. Selon les propos d'une amie recueillie par la presse, Avril souffrait de discriminations racistes et sexistes au lycée et en dehors.

### Exclusion d'un cours au lycée
Le 2 décembre 2020, Avril Mabchour se présente pour la première fois en jupe en jean et collants épais dans l'établissement — elle avait prévenu ses camarades. À 10 h 45, elle envoie un SMS à un ami du lycée : « J'ai été virée de cours parce que je suis venue en cours en jupe. », qu'elle complète par un message vocal : « Je suis allée à la perm' [permanence], la surveillante est arrivée vers moi et m'a dit : « Il faut qu'on parle. » Elle m'a envoyée chez le directeur et tout, parce que c'était provocant, trop choquant alors que ma jupe arrive aux genoux. » C'est la CPE qui vient la chercher ; elle a comme directive du ministre de l'Éducation Jean-Michel Blanquer de faire respecter aux élèves le port d'une « tenue républicaine ». Avril publie dans le même temps sur Snapchat une vidéo qu'elle a filmé lorsqu'elle s'est fait réprimander d'un ton sec par la CPE dans un bureau — des faits confirmés par une journaliste. Celle-ci déclame : « Je comprends ton envie d'être toi-même. Ça, je le comprends très bien. Et tout ça, justement, c'est fait pour t'accompagner au mieux. C'est ça que tu ne comprends pas. Parce que, encore une fois, il y a des sensibilités qui ne sont pas les mêmes, à différents âges. Tout simplement. Des éducations qui ne sont pas les mêmes ! » Avril répond : « Mais c'est eux qu'on doit éduquer, pas nous. [...] Je ne comprends pas où est le problème. Je ne comprendrai jamais, de toute façon,... » La CPE crie, Avril pleure,.
Avril quitte le lycée. Sur le groupe Snapchat de sa classe, elle conclut : « Je suis venue en jupe et ils m'obligent à rentrer chez moi. [...] Depuis le début de l'année, ils connaissaient ma situation, ils m'avaient dit que je pouvais venir comme je voulais tant que ce n'était pas provocant. C'est un truc, comment on peut dire, bien humiliant. » Une amie rapportera à la presse qu'Avril lui a confié « qu'on l'avait fait se sentir comme un monstre ». Une médiation est finalement organisée le jour même entre son éducatrice de la maison d'enfants à caractère social et le proviseur,. Avril est finalement prévenue le lendemain qu'elle est autorisée à porter une jupe, ce qu'elle fait alors. La décision est communiquée à l'ensemble du personnel de l'établissement.
Avril profite de l'incident pour faire son coming out à toute sa classe ainsi qu'à l'établissement. Celui-ci refuse toutefois de lui accoler des pronoms féminins. Lorsqu'elle revient au lycée le lendemain, elle bénéficie du soutien de ses camardes. Plusieurs filles et garçons viennent en jupe, d'autres collent des affichettes sur les murs,, « La transphobie tue », « Respectez les pronoms des personnes transgenres », « Nos tenues ne sont pas indécentes, c'est vos regards qui le sont », qui sont retirées dans la minute par le personnel.
Selon ses amies, il n'y a pas de fait notable dans les deux semaines qui suivent.

### Suicide
Le dimanche 13 décembre, Avril commet une première tentative de suicide. Le lendemain, elle téléphone à son ancienne assistante familiale. Celle-ci témoigne à Lille Actu : « Elle était très contente car elle pouvait venir pour fêter Noël avec nous et son épilation complète était prise en charge. [...] Elle était contente, elle voulait ramener des cadeaux pour toute la famille et moi je voulais lui donner de l'argent pour qu'elle s'achète des jupes. Je voulais qu'elle vienne en jupe pour les fêtes. »  Elle se suicide le mardi 15 décembre à son foyer de Lambersart. Elle avait 17 ans.
La plupart des amis d'Avril apprennent son suicide par un courriel froid envoyé par l'administration, qui fait référence à Avril comme un jeune homme,. L'Aide sociale à l'enfance ne prévient son assistance familiale que le lendemain du drame, et il ne lui est permis ni de se rendre à la morgue, ni à l'enterrement, ni de récupérer les vêtements féminins d'Avril,. Avril est inhumée au cimetière de Lille-Sud.
Une enquête de police est ouverte afin de déterminer les raisons du suicide, ainsi qu'une enquête interne au lycée, comme le veut la procédure.

## Affaire de société

### Emballement médiatique
Le lendemain de la mort d'Avril Mabchour, des témoignages de camarades de classe et, surtout, la vidéo de son altercation avec la CPE se répandent sur différents réseaux sociaux,. Il s'ensuit un emballement populaire. Sur la base de la vidéo, de nombreux internautes mettent en cause la responsabilité de l'équipe pédagogique,. Un hashtag « JusticePourFouad » (seul prénom connu alors) devient viral,. La vidéo d'un snapchateur de Villeneuve-d'Ascq, Tarek, est vue plus de 110 000 fois en moins de 24 h. Sur Twitter, c'est un thread écrit par une militante féministe lilloise, Marlène Ducasse, partagé lui plus de 8 000 fois, qui lance la polémique,,. Rapidement, la presse locale et la presse nationale s'emparent du sujet.

### Scandale politique et syndical
L'évènement déclenche une forte émotion et une protestation de la part de la communauté trans française. Sur les réseaux sociaux, la CPE et la direction du lycée sont accusées de transphobie, d'avoir exclu Avril Mabchour en raison de sa tenue et d'être une cause de son suicide par des violences psychologiques transphobes,. La militante Marlène Ducasse dénonce particulièrement qu'Avril a été « humiliée » et « psychologiquement agressée »,,.
Les associations LGBTI, les politiques de gauche radicale et les syndicats dénoncent des pratiques discriminatoires dans l'établissement et rejoignent l'appel à la « justice pour Fouad ». Parmi eux, l'association trans Acceptess-T et le député de Lille et coordinateur de La France insoumise Adrien Quatennens. L'Inter-LGBT dénonce « le fait d'avoir une CPE qui incite une élève trans à se cacher et à ménager la sensibilité des bourreaux plutôt que des victimes interpelle. »
Dès le surlendemain du drame, les responsables politiques réagissent à ce qui devient un évènement de société. Le ministre de l'Éducation Jean-Michel Blanquer affirme que « la mort de Fouad interpelle notre société » et qu'il faut agir contre le harcèlement scolaire et la ministre déléguée chargée de l'Égalité Élisabeth Moreno déclare que « nous devons absolument lutter contre la transphobie »,.
Avec la presse, les organisations associatives, syndicales et politiques élargissent l'affaire à une question politique sur l'accueil des élèves trans. Les lycéens de Fénélon participent aussi à ce mouvement, ; un rassemblement devant le lycée le 18 décembre est particulièrement relayé par la presse internationale, contribuant à la médiatisation de l'affaire,. Une large intersyndicale et interprofessionnelle, le « Collectif Éducation contre les LGBTIphobies en milieu scolaire et universitaire », dénonce « l'inaction » du ministère sur la question des élèves trans, action pourtant promise, et demande des formations pour le personnel sur les sujets LGBTI, ; des positions qui sont suivies par le syndicat lycéen FIDL et la CGT Éduc'action 59-62.

### Défense de l'établissement par le rectorat
Faisant face aux réactions populaires, le rectorat publie un communiqué le 17 décembre, deux jours après les faits, afin de soutenir le lycée mis en cause. Il évoque le suicide d'un lycéen, parlant d'Avril Mabchour au masculin, et assure que l'élève était « accompagné dans sa démarche » pour « changer d'identité sexuelle ». Le rectorat remet plutôt la faute sur « un contexte personnel complexe ». Le communiqué déclenche un tollé sur les réseaux sociaux. À la presse, la recteure Valérie Cabuil demande, à propos de la vidéo virale : « Mettez-vous à la place d'un personnel dans un établissement scolaire, surpris » par le coming out trans d'un élève et défend l'attitude de la CPE, qui a eu les « mots justes ». Ce n'est que contactée par la presse locale qu'elle admet qu'il y a un manque de formations « pour mieux accompagner les élèves » trans et s'excuse du mégenrage d'Avril,,. Lors de l'hommage organisé au sein du lycée, le proviseur défend l'établissement dans son discours en affirmant qu'Avril y avait été bien accueillie.
Contactée par la presse, l'association de parents d'élèves FCPE Nord qualifie la vidéo de « fake news » et remet elle aussi la faute sur la famille musulmane ; le syndicat SNES-FSU réagit également avec prudence, affirmant qu'il est « compliqué de faire un lien direct entre l'incident de la jupe et le suicide ».

### Séquence médiatique sur les élèves trans
La polémique autour du suicide d'Avril apparaît alors que la question des jeunes trans, et plus particulièrement de leurs conditions d'existence à l'école, revient à plusieurs reprises dans l'actualité française. Se suivent dans les médias le cas de Lilie, 8 ans, dont le changement de prénom lui a été refusé par l'école et par l'état civil, le cas de Sasha, dont le documentaire Petite fille de Sébastien Lifshitz, témoigne du combat mené par les parents, puis le suicide d'Avril. Plus généralement, la médiatisation du suicide d'Avril prend place dans un phénomène général de visibilité des jeunes trans inédit avant les années 2020. Aucune autre mort trans n'a alors été autant médiatisée en France.
Malgré cette médiatisation déjà existante, c'est bien le suicide d'Avril qui cause l'onde de choc et rend visible les conséquences de l'absence de politique éducative en faveur des jeunes trans. Le manque de formation du personnel est particulièrement mis en avant durant l'affaire,, de même qu'un manque de procédures d'accompagnement spécifique. Plusieurs médias visibilisent des recherches sociologiques qui démontrent un retard dans la prise en charge des élèves trans et un décalage de plus de cinq ans entre les politiques éducatives et l'état de la recherche, qui a pourtant démontré la situation précaire des élèves trans,. La transphobie a été absente des rapports et actions contre la violence scolaire jusqu'en 2019 et le mot « transphobie » ne comptait que deux occurrences dans les documents transmis aux professionnels jusque-là,,. En conséquence, le personnel ne sait pas comment accueillir les élèves trans, et l'acceptation de la transition se fait au cas par cas, en fonction des établissements et des professionnels, pouvant aller jusqu'à une ignorance totale des demandes de l'élève,. Ce manque à l'accompagnement conduit les élèves trans à subir des situations de décrochage scolaire, harcèlement et cyberharcèlement et de violences intrafamiliales.
Cette situation survient alors que des équipes éducatives et des syndicats enseignants ont formulé des demandes répétées, de formations destinées au personnel et d'une facilitation du changement de prénom sur simple demande de l'élève, et que la création d'un groupe de travail sur l'accueil des élèves trans a été repoussée à plusieurs reprises depuis un an. Les syndicats réitèrent ces demandes après le suicide d'Avril.

## Hommages et mobilisation nationale
Le vendredi 18 décembre, le lendemain de l'annonce de sa mort, une centaine de lycéens tiennent le matin un sit-in devant l'entrée du lycée Fénélon,. Ils sont quasiment tous mineurs. Ils sont rejoints par des lycéens d'autres établissements, quelques étudiants et militants LGBTI et même des élus. Le proviseur est contraint d'organiser une minute de silence l'après-midi, des fleurs sont déposées, et les drapeaux sont mis en berne. Le proviseur déclare pour l'occasion « que Fouad était pleinement reconnue au sein du lycée ».
Le soir du 18 décembre, à l'appel du centre LGBTI, 150 personnes selon la presse se réunissent pour une veillée place du Théâtre à Lille,. Des hommages lui sont rendus dans d'autres villes de France. Ainsi, on voit des rassemblements à Bordeaux par Fack Ap! le 20 décembre, à Tours par Solidaires étudiant-e-s le 22, à Dunkerque par NousToutes le 23 et à Toulouse par le Collectif transgenre toulousain le 26. Des collages féministes apparaissent à Montpellier — où s'était suicidée Doona Jué trois mois plus tôt — ou à Nancy.
Le 30 décembre, ses amis d'enfance se réunissent pour lui rendre hommage sur sa tombe. Le 8 janvier, la séquence médiatique clôturée, un second hommage lui est rendu au lycée Fénélon. Une heure de cours est banalisée et une cérémonie est organisée par ses camarades, avec lecture de livres et interprétations de musiques appréciées par Avril. Une campagne d'affichage contre la transphobie est organisée conjointement avec les élèves,.

## Analyses et conséquences

### Analyse du cas d'Avril
Analysant les évènements liés au drame, le sociologue du genre Arnaud Alessandrin affirme que « ce communiqué du rectorat [...] est symptomatique d'une maltraitance institutionnelle ». Les enseignants n'ont pas su réagir et ont dénié les demandes de l'élève,. Les communications posthumes à son propos, soit le mail de l'établissement et le courrier du rectorat qui font tous deux référence à Avril comme un jeune homme, témoignent également d'un manque de formation qui est clairement reconnu par la recteure,,,. L'évènement de la jupe est apparu alors qu'il n'existait aucun cadrage national pour gérer le cas d'élèves en transition, changeant de prénom ou de tenue. Le personnel doit prendre en compte dans le même temps la demande du ministre Jean-Michel Blanquer à ce que les élèves aient une « tenue républicaine ».
La famille d'Avril ne souhaite pas participer à la médiatisation du suicide. À rebours de son assistante sociale, qui l'a élevée. Celle-ci prend la parole publiquement quelques mois après les faits. Après avoir déposé en février un courrier au département du Nord, qui est relayé par un syndicat, elle réalise un entretien auprès du magazine LGBTI Têtu. Elle témoigne sur la situation d'Avril mais souhaite aussi dénoncer le mauvais traitement de l'ASE lors du décès d'Avril, qui l'a ignoré et ne l'a pas considéré comme une proche.

### Médiatisation inédite d'une mort trans

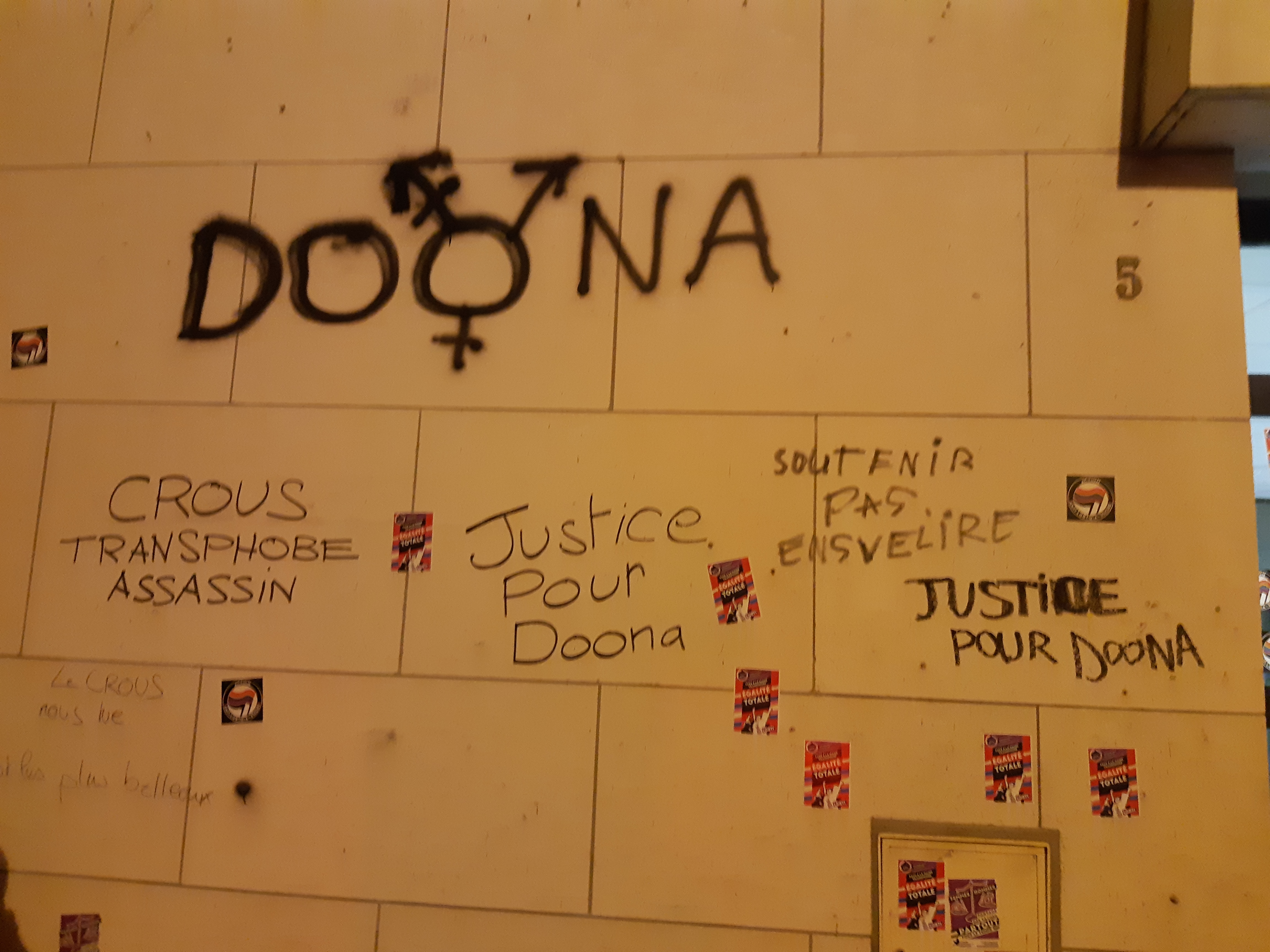
Le suicide de Doona Jué en septembre 2020 a été suivi d'une mobilisation étudiante (ici Tours).

Le suicide d'Avril Mabchour enclenche un emballement médiatique jamais vu à propos de la mort d'une personne trans. La couverture est inédite à la fois sur les réseaux sociaux et dans les médias. Lorsque les premiers articles de presse paraissent après l'éclatement de la polémique sur Twitter, ils ne se contentent pas de couvrir le drame, mais couvrent aussi les hommages et vont jusqu'à chercher à comprendre l'incidence de la transphobie à l'école dans le suicide.
Pourtant, d'autres suicides ont été visibilisés, et plus ou moins médiatisés, au cours de l'année 2020 sans avoir eu cette répercussion : ceux successifs de Laura et Mathilde en juin, et celui de Doona en septembre — qui a pourtant déclenché une mobilisation trans jamais vue. De même pour l'assassinat de Jessyca Sarmiento, travailleuse du sexe en mars. Jena Selle, militante trans interrogée par l'association des journalistes LGBT tente d'expliquer cette différence : « Au fur et à mesure, on peut peut-être se dire que la presse prête un peu plus attention aux victimes de la transphobie et que, à force, une rédaction va être un peu plus encline à parler d'[Avril] parce qu'elle a laissé passer les victimes précédentes. » Jena Selle fait aussi remarquer que le suicide d'Avril concerne une victime très jeune, mineure ; une victime lisse qui ne peut que laisser place à de la désolation. Les suicides de personnes trans sont plus mis en avant que les meurtres, puisque les meurtres touchent quasi exclusivement des travailleuses du sexe, et sont donc des drames plus faciles à nuancer par la presse au vu du statut de la victime,. Dans le cas précis d'Avril, il faut aussi noter que l'évènement résonne avec une question de société de la place des élèves trans qui est alors un sujet de débat,.
Durant cette couverture, les médias font face à la question de l'utilisation du deadname d'Avril (son prénom de naissance masculin), pratique insultante envers les personnes trans. En effet, le premier prénom qui circule est Fouad, or celui-ci devient rapidement indispensable pour désigner l'évènement. Certaines communications mentionnent tout de même les prénoms féminins Avril et Luna, qui ne sont connus que dans un second temps, et souvent les utilisent en simultané du deadname. Le fait qu'il s'agisse d'un prénom arabe a pu jouer dans la confusion, ne permettant pas d'identifier pour un grand nombre de Français qu'il s'agissait d'un prénom masculin ; de même qu'elle n'avait pas confirmé l'aspect définitif d'un prénom en particulier. Cette question surgit quinze jours après que les médias ont déjà du la traiter lors du coming out trans de l'acteur Elliot Page.

### Suites politiques
À l'échelle lilloise, la mairie socialiste prend contact avec plusieurs associations locales afin de discuter de solutions concrètes pour améliorer la situation des élèves trans. Celles-ci se plaignent notamment d'avoir toujours été bloquées par le rectorat lorsqu'elles souhaitaient mettre en place des formations dans l'enseignement secondaire.
Dès le 18 décembre 2021, deux députés insoumis, Adrien Quatennens et Bastien Lachaud (président du groupe d'études de l'Assemblée nationale sur les discriminations et lgbtqi-phobies) adressent un courrier au ministre de l'Éducation. Le 21 janvier 2022, Valérie Petit, députée de la majorité présidentielle élue à Lille, dépose une proposition de résolution « sur les droits des personnes transgenres afin de compléter le plan national d’actions pour l’égalité, contre la haine et les discriminations anti-LGBT+ ». Conséquence directe de la mort d'Avril, elle ne vise pas à créer directement une loi mais tente d'imposer un rapport de force pour que le gouvernement s'empare du sujet. Le texte reprend notamment les recommandations du Défenseur des droits en matière de discriminations et de facilitation des transitions médicales et administratives et appelle à la création d'une charte pour l'accueil des élèves trans.
Le contexte dramatique du suicide d'Avril, avec la diffusion du documentaire Petite fille de Sébastien Lifshitz, pousse le ministère de l'Éducation nationale,, à produire un vadémécum au début de 2021. Il était déjà sollicité depuis plusieurs années par des employés de la Direction générale de l'enseignement scolaire qui faisaient face aux traitements différenciés selon les établissements. Ce vadémécum a pour but de définir des lignes directrices sur l'accueil des élèves trans. Après la production d'une première version, critiquée par le ministère comme étant trop favorables aux demandes des associations et personnes LGBTI, la « circulaire Blanquer » ou « circulaire pour une meilleure prise en compte des questions relatives à l’identité de genre » est publiée en septembre 2021 — sans annonce gouvernementale. Le texte, qui reconnait la possibilité de s'habiller, d'utiliser les communs et de bénéficier d'un changement de prénom d'usage, est expurgé de plusieurs dispositions, dont celle de l'autodétermination des élèves trans, droit qui aurait permis à ceux-ci d'effectuer leur transition sans l'accord des parents, un préalable qui est ici rendu nécessaire.